# Aleksandr Guintsbourg
Aleksandr Guintsbourg, [en russe : Алекса́ндр Ильи́ч Ги́нцбург) né à Rogatchov le 1er mars 1907 et mort à Moscou le 10 mars 1972, est un réalisateur et chef opérateur soviétique.

## Filmographie partielle

### Comme réalisateur
- 1953 : Bay i batrak : traduction "Le baï et l'ouvrier agricole", baî étant un grand propriétaire terrien en Asie centrale.
- 1959 : Une nuit (film, 1959) (Однажды ночью (фильм, 1959)) réalisé avec Emir Ibraguimovitch Faïk (ru)
- 1965 : L'Hyperboloïde de l'ingénieur Garine (aussi scénariste)
- 1970 : Rozdeniye sovyetskogo kino

### Comme cadreur
- 1929 : Bolnye nervy
- 1930 : Transport ognya
- 1930 : Zagovor myortvyh
- 1931 : Syn strany
- 1932 : Tri soldata
- 1932 : Contre-plan (Встречный, Vstrechny) de Fridrikh Ermler et Sergueï Ioutkevitch
- 1935 : Krestyane
- 1935 : Zhenitba Zhana Knukke
- 1938 : Komsomolsk
- 1939 : Druzya vstrechayutsya vnov
- 1940 : Shestdesyat dney
- 1940 : Chlen pravitelstva
- 1941 : Valeri Tchkalov (Валерий Чкалов) de Mikhaïl Kalatozov
- 1942 : Yego zovut Sukhe-Bator
- 1943 : Deux combattants (Два бойца, Dva boytsa) de Leonid Loukov
- 1945 : Eto bylo v Donbasse
- 1948 : Ryadovoy Aleksandr Matrosov
- 1949 : Konstantin Zaslonov
- 1950 : U nikh est Rodina
- 1953 : Poyut zhavoronki
- 1955 : Kto smeyotsya poslednim
- 1960 : Khrustalnyy bashmachok Zolushki

## Récompenses et distinctions
- Médaille du Mérite au travail de la Grande Guerre patriotique